# Thanatus firmetorum
Thanatus firmetorum es una especie de araña cangrejo del género Thanatus, familia Philodromidae. Fue descrita científicamente por Muster & Thaler en 2003.

## Distribución
Esta especie se encuentra en Suiza, Alemania, Austria e Italia.